# Paramus Indoor
Il Paramus Indoor è stato un torneo di tennis facente parte del Grand Prix giocato dal 1973 al 1974 a Paramus negli Stati Uniti su campi in cemento indoor

## Albo d'oro

### Singolare
| Anno | Vincitore     | Finalista         | Punteggio |
| ---- | ------------- | ----------------- | --------- |
| 1973 | Jimmy Connors | Clark Graebner    | 6–1, 6–2  |
| 1974 | Sandy Mayer   | Jürgen Fassbender | 6–1, 6–3  |